# Emottisi
L'emottisi (pronuncia corretta: /emotˈtizi/; pronuncia accettabile: /eˈmɔttizi/; dal greco antico: αἷμα?, hàima, "sangue" e πτύσις, ptýsis, "sputo") è l'emissione di sangue dalle vie respiratorie, solitamente attraverso un colpo di tosse.
A seconda della quantità di sangue emessa, si può variare dallo sputo striato di sangue (emoftoe) all'emissione di sangue misto a catarro, fino all'emissione copiosa di solo sangue; di solito il sangue si presenta schiumoso e di colore rosso vivo o rosato.

## Eziologia
L'emottisi può essere conseguenza di malattie neoplastiche, infiammatorie o infettive dell'apparato respiratorio; possono tuttavia essere in gioco anche patologie cardiache (stenosi mitralica, insufficienza ventricolare sinistra), malattie del fegato (varici esofagee), malattie della coagulazione del sangue, o traumi (ad esempio causati da corpi estranei o dall'intubazione delle vie aeree).

## Clinica

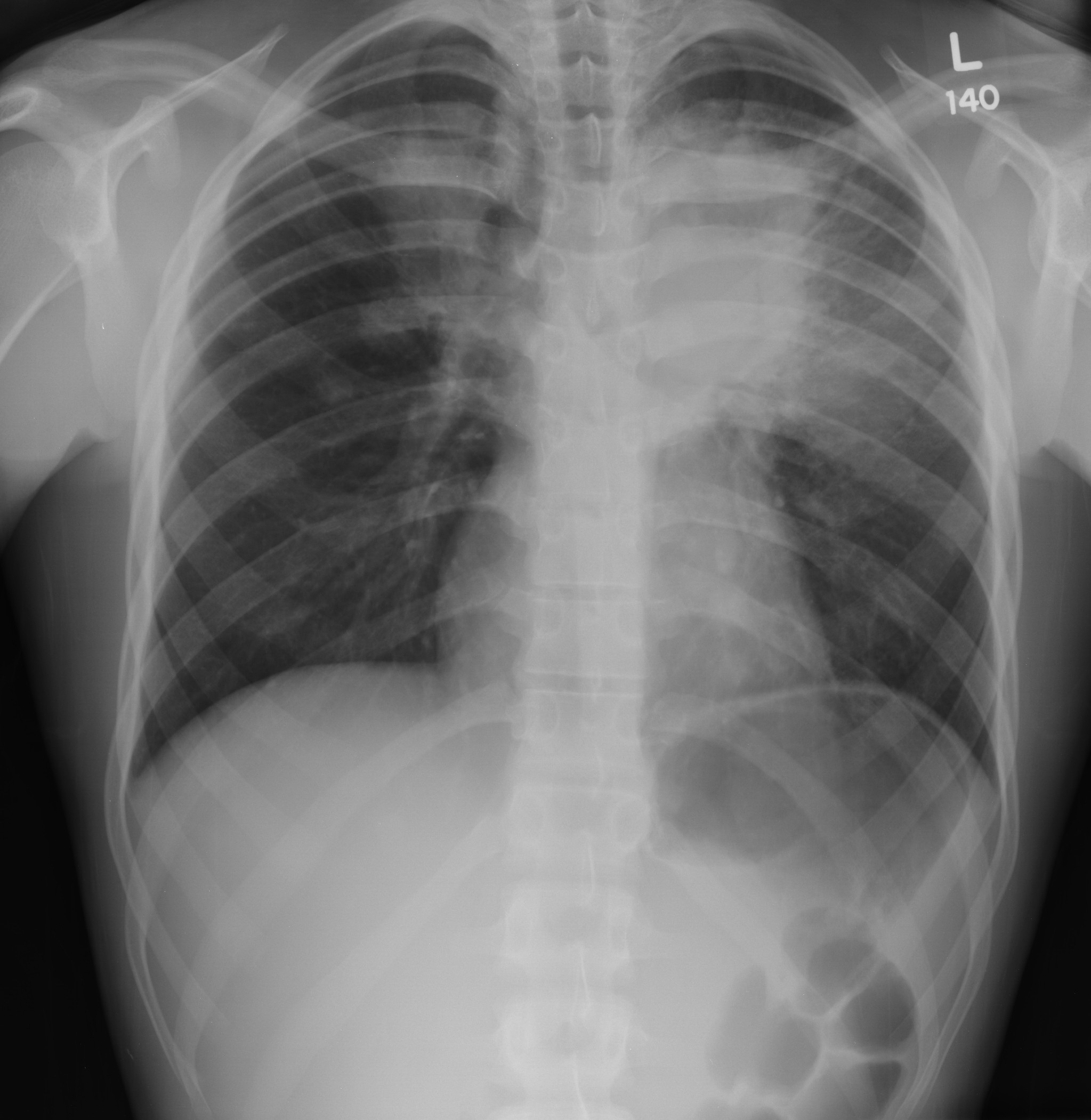
Radiografia toracica di un paziente affetto da granulomatosi di Wegener che presentava emottisi

### Esami di laboratorio e strumentali
Spesso una semplice radiografia del torace non è sufficiente a formulare la diagnosi, per cui è necessario a volte programmare una broncoscopia, una risonanza magnetica o una TAC polmonare.

## Diagnosi differenziale
L'emottisi deve essere distinta dalla emissione di saliva mista a sangue proveniente da emorragie naso-faringee o da sinusiti, o dal sangue proveniente dall'apparato digerente emesso con il vomito (ematemesi).